# Visconde de Torre de Moncorvo
Visconde de Torre de Moncorvo é um título nobiliárquico criado por D. Maria II de Portugal, por Decreto de 13 de Julho de 1847, em favor de Alexandre Tomás de Morais Sarmento, antes 1.º Barão de Torre de Moncorvo.
Titulares
1. Cristóvão Pedro de Morais Sarmento, 1.º Barão e 1.º Visconde de Torre de Moncorvo;
2. Alexandre Tomás de Morais Sarmento, 2.º Visconde de Torre de Moncorvo.

Após a Implantação da República Portuguesa, e com o fim do sistema nobiliárquico, usaram o título: 
1. João José Cabral Soares de Albergaria, 3.º Visconde de Torre de Moncorvo;
2. Luís Maria Cabral Soares de Albergaria, 4.º Visconde de Torre de Moncorvo.[2]